# مشعان بن هذال العنزي
مشعان بن مغيلث بن منديل بن هذال شيخ، وفارس، وشاعر من قبيلة عنزة اشتهر بشعره وفروسيته عاش ما بين عام 1200هـ تقريبا إلى عام 1240هـ وهو احد اعلام قبيلة عنزة المشهورين والمعروفين وهو صاحب القصيدة الشهيرة "الرائية" والملقبة بالشيخة.

## نسبه
مشعان بن مغيلث بن منديل بن هذال، وآل هذال ترجع جذورهم من الحبلان من الجبل من العمارات من بشر من عنزة.

## مولده وحياته
من غير المعروف السنة التي ولد فيها مشعان ولا يذكر أحد من جامعي شعره ذلك سوى طلال السعيد الذي قال أنه ولد سنة 1209هـ على وجه التقريب، ولم يذكر مرجعه. ولكن والد مشعان مغليث قُتل سنة 1238هـ بمعنى أنه كان قادراً على القتال، ومشعان قُتل بعده بسنتين وكانت أمه حية في تلك الفترة وهي التي حثته على الثأر لأبيه، وعندما قُتل مشعان في كون الشماسية كان قد أعقب أربعة أولاد لم يخلفوه في المشيخة بل خلفه ابن عمه زيد بن مهلهل مما يعني أن أبناءه كانوا صغاراً عندما قُتل ومن ذلك يمكننا الاستنتاج أن مشعان قُتل وهو في منتصف عمره أي قرابة الأربعين، وبذلك يكون من مواليد سنة 1200هـ أو قبلها أو بعدها بسنوات.

## الحوادث التي مرت بحياة مشعان

### فرس مشعان
وفداً مبعوثاً من والي مصر عباس باشا جاء إليه يعرض شراء فرس يملكها من فصيله «كحيلان كروش» بمبلغ 25 ألف وفي نفس الليلة جاءه وفد من حاكم البحرين الشيخ محمد بن إبراهيم آل خليفة يطلب الفرس ذاتها هدية من مشعان.
وأخبر مشعان الوفدين بأنه سيخبرهما بقراره في صباح اليوم التالي، واستشار قومه فأشاروا عليه أن يبيع الفرس ويهدي حاكم البحرين فرساً أخرى معتذراً عن بيع الفرس التي أرادها لكن مشعان قرر أن يهدي الفرس دون مقابل لابن خليفة فصلته بالنسب أقرب من صلة والي مصر.
ولما علم حاكم البحرين بما حدث أرسل إلى مشعان يدعوه إلى البحرين، وهناك أكرمه بخيل وإبل كثيرة كما فوضه بأن يأخذ ما يشاء من أسواق البحرين، وفي السوق رأي مملوكاً أسود يقوم بالإشراف على أحوال السوق، وكانت له مكانة كبيرة لدى الحاكم فأراد مشعان أخذه لما رأى من قوته وزينة ملبسه، ولم يلفت المملوك من مشعان إلا بعد أن استرضاه الحاكم بمملوكين آخرين عوضاً عنه. وعندما غادر مشعان البحرين حمًّل الحاكم سفينتين بالهدايا والمؤن هدية لمشعان الذي أرسل إحداها إلى صديقه الشاعر مهنا العناقي في الأحساء هدية له.

## شاعريته وشعره
كان الموثق من شعر مشعان قليل، ولم يكن يقل الشعر إلا في مناسبات معينة وكان شعر مشعان يمتاز بالحماسة والحكمة، وله قصائد متبادلة مع شاعر الأحساء في زمنه مهنا العناقي والشاعر نمر بن عدوان. وترجع شهرة مشعان في التراث النبطي إلى قصيدته «الرائية» التي أخذت لقب «الشيخة» كدلالة علة قوتها،
والشيخات في الشعر النبطي مجموعة من القصائد قد تشبه بالمعلقات في الشعر الجاهلي.
ومن قصائده المشهورة الذي كسبت الشهرة بين العرب الى يومنا هاذا
يارب عجل بالفرج والعوافي
وافرج العين قد تدانا نظرها
ياخير مده على الناس ظافي
وحمال شدات كبارن عبرها
يا من هو امره بين نون وكافي
وزبني اليا جت ميلتن من دهرها
تفرج لنا من هالزمان الكسافي
صارت نقوص وحسرة من حسرها
هليت عبرات بصدري خوافي
منها شجر كبدي تقطع ثمرها
تسعين ليله ما تهنيت غافي
كن الحماط بموق عيني جمرها
خمسة عشر منها ضربني هفافي
ولا عاد اميز شمسها من قمرها
وصاح الصياح وقيل ما من عوافي
وقامت ترادى سابقي من سكرها
وقعدت انا مع لابسات الغدافي
ما كن جرالي ساعة في ظهرها
وافزع واخلي كل قن يقافي
وافرح اللى يرتجيني باثرها
وإليا لحقت الخيل جاها هفافي
عن السهل تركب شخانب وعرها
اورد بها حوض من الموت صافي
ولازم تروي حربتي من حمرها
واردها والخيل عزم مقافي
ويلوذ راعي الدوبلي في نحرها
لو اهني من قام عجل متعافي
ومشى بريضان تخالف زهرها
واسلاف تاطا ما نبا من اشرافي
وظعاين كالديد حاني اشهرها
يتلون ابو مشهور حر سنافي
لاحام يشبع وحشها مع نسرها
وان جا نهار فيه يبس الاشافي
واهايلن تشيب اللي حضرها
لابدنا من الموقف اللي يشافي
لاطار من بيض العذاري خدرها
حريبنا لو هو بعيد يخافي
من غارة كدرا منيس نذرها
ومن اشهر قصائدة في الحكمة ايضا
يا بايعٍ جوخٍ على غير اهاليه
مثل الذي ينزل بقصرٍ خرابه
لو يدهجه وبل الثريّا ويسقيه
ويمطر بياقوتٍ ومسكٍ سحابه
ما ينبت النوّار لو سال واديه
صبخا وجفجافٍ هيارٍ جنابه
ولد الردي لو طاب لك لا تماشيه
يومين والثالث يبين الردى به
وتعتبر هاذا من اشهر قصائدة النبطية لشيخ معشان ابن هذال
واهتمت كتب الشعر النبطي ودواوينه بشعر مشعان بن هذال منذ بدايات التدوين، ولكن ليس بالقدر الكافي وأكثر من اهتم بشعره عبدالله الحاتم في كتابه «خيار ما يلتقط» وابن عبار في مؤلفاته ومنديل الفهيد كما أورد له المستشرق الألماني تشارلز هوبر بعضاً من قصائده في مخطوطته التي تعود للقرن التاسع عشر الميلادي، وشعر مشعان قليل نسبياً ويوجد متناثراً في كتب الشعر النبطي، وقد قام إبراهيم الخالدي بجمع ديوان مشعان ونشره ضمن «سلسلة المختلف للتراث الشعبي» وقد استقينا معلومات هذه الكتابة من الفصل الأول من ذلك الديوان.

## وفاته
قُتل مشعان ابن هذال في كون الشماسية وأورد ابن بشر المعاصر لمشعان حادثة مقتله بالتفصيل ضمن حوادث سنة 1240هـ في كتابه «عنوان المجد في تاريخ نجد»